# كيث هولدن
كيث هولدن (بالإنجليزية: Keith Holden)‏ هو لاعب دوري الرغبي بريطاني، ولد في 1937.